# Sire (Roman)
Sire ist ein 1991 erschienener Roman von Jean Raspail. Auf Deutsch erschien das Buch im Jahr 2005.

## Geschichte
Raspail schildert, wie der achtzehnjährige bourbonische Kronprinz und Thronprätendent Philippe Charles François Louis Henri Robert Hughes Pharamond de Bourbon, seine Zwillingsschwester Marie und drei weitere gleichaltrige Begleiter in einer kalten Januarnacht des Jahres 1999 der Loire entlang Richtung Reims reiten. Philippes Begleiter sind Odon de Batz, Josselin und Monclar. Sie repräsentieren Adel, Klerus und Dritten Stand. Der Prinz und seine Schwester wurden auf einem nicht näher benannten Schloss in Luxemburg geboren. Aufgewachsen sind sie in Pully im Kanton Waadt. Zur Schule gegangen sind sie im Internat Sainte-Bénédicte in Sierre im Kanton Wallis. Offiziell durften die Nachfahren der Bourbonen die Republik Frankreich nicht betreten.

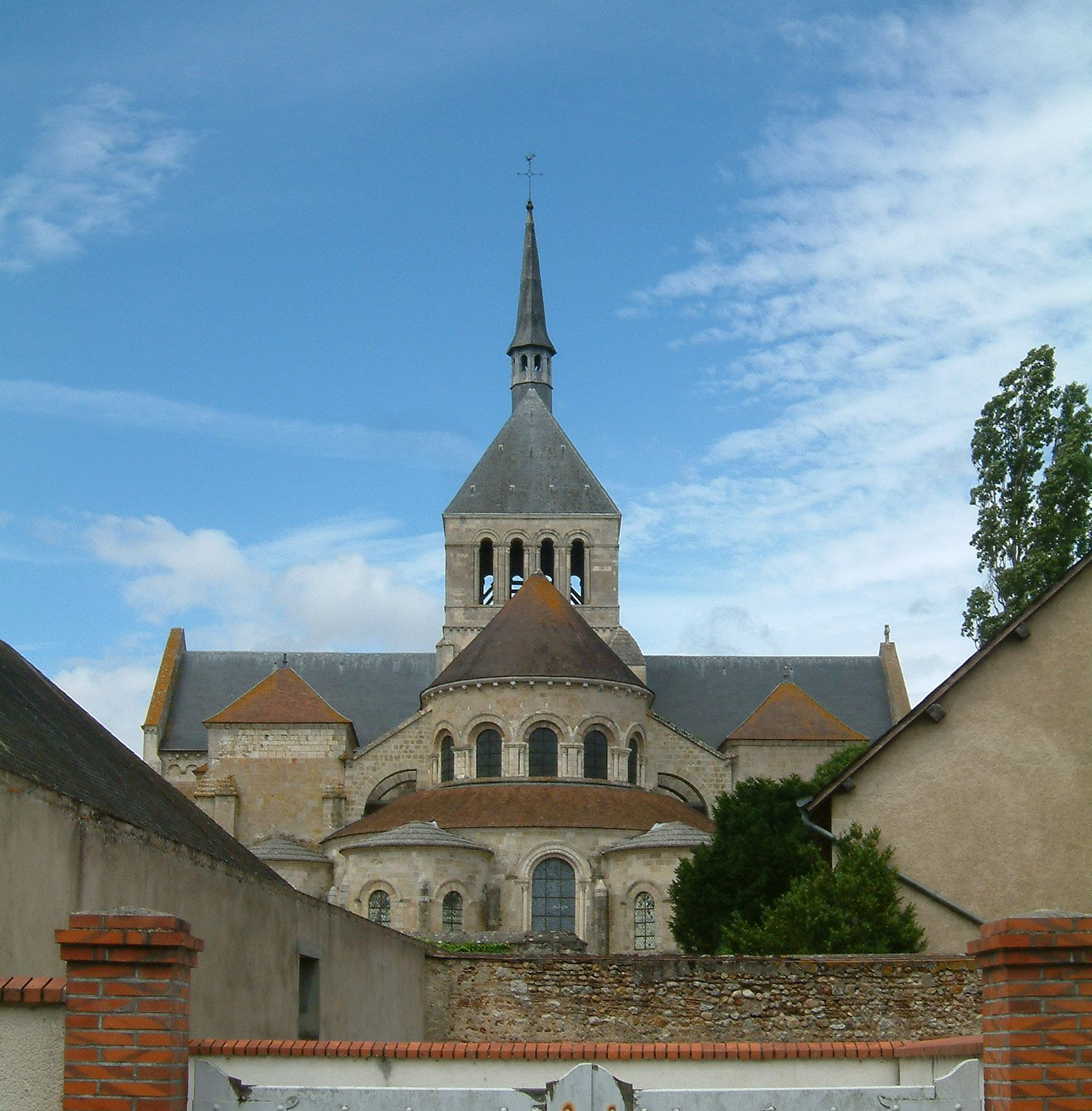
Benediktinerabtei Saint-Benoît-sur-Loire

Bevor die Gruppe mit ihren Pferden nach Norden Richtung Reims abbiegt, legen sie einen Zwischenhalt in der Benediktinerabtei Saint-Benoît-sur-Loire ein. Dort ist seit 1108 König Philipp I. begraben. Das Grab ist in seiner originalen Form erhalten, da das Kloster während der französischen Revolution nicht geplündert worden ist. Es ist eines von wenigen Königsgräbern in Frankreich, die nicht geschändet wurden. Dort beschließt die Hauptperson des Romans, nach seiner Krönung den Namen Phillippe I. Pharamond anzunehmen.
Seit der Taufe von König Chlodwig I. im Jahre 499 ist Reims der traditionelle Krönungsort der französischen Könige. Die geheime Salbung in der Kathedrale von Reims mit dem Öl aus der Heiligen Ampulle hält den legitimen Anspruch auf die Französische Krone aufrecht.
In die Handlung des Romans flicht der Autor historische Gräuel der Revolutionszeit ein: Die Hinrichtung des Königs, die Zerstörung der Heiligen Ampulle, die Schändung der Königsgräber, Plünderungen von Kirchen und Klöstern sowie Morde an Adel, Klerus und monarchietreuen Bürgern.
Unter anderem schildert Raspail die Hinrichtung der Königin Marie-Antoinette, die am 16. Oktober 1793 um viertel nach zwölf Uhr mittags – „leichtfüßig und geschwinde, ohne gestützt zu werden, obwohl ihre Hände noch gefesselt sind“ – das Schafott an der Place de la Concorde besteigt, wie Zeitzeugen berichten. Ihre letzten Worte sind überliefert. In ihrer Eile, den Tod als Bruder zu empfangen, war sie dem Henker auf den Fuß getreten und sagte nun zu ihm: « Monsieur, je vous demande pardon. Je ne l’ai pas fait exprès. » Raspail rechnet diese letzten Worte der Habsburgerin zu den schönsten, die in der französischen Sprache existieren.